# Kamuli
Kamuli ist eine Stadt in der Eastern Region in Uganda. Sie ist die Hauptstadt des Distrikt Kamuli und eine Gemeinde des Distrikts.

## Geografie
Kamuli liegt etwa 63 Straßenkilometer nördlich von Jinja, der größten Stadt in der Subregion Busoga, auf einer asphaltierten Allwetterstraße. Sie  etwa 131 Kilometer westlich von Mbale, der größten Stadt in Ugandas Ostregion.

## Bevölkerung
Im August 2014 bezifferte eine Volkszählung die Einwohnerzahl auf 58.984.

## Verwaltung
Die Stadt wird von einem Gemeinderat verwaltet, dem ein Bürgermeister vorsteht. Es gibt einen gewählten Gemeinderat mit fünfzehn Ratsmitgliedern.